# The Song Spinners
The Song Spinners waren ein amerikanisches Gesangsensemble der 1940er-Jahre, die vor allem für allein eingesungene Lieder im A-cappella-Stil oder mit leichter Jazzbegleitung bekannt wurden. Sie arbeiteten auch als Begleitensemble für andere Musiker, darunter Ella Fitzgerald (And her tears flowed Like wine, My Happiness) und Dick Haymes (You’ll Never Know, It can’t be wrong und andere). Besondere Popularität errangen sie zur Zeit des amerikanischen Recording ban zum Ende des Zweiten Weltkriegs, während dessen sie im Juli 1943 mit dem Song Coming in on a Wing and a Prayer für drei Wochen einen Nummer-eins-Hit in den USA hatten. Auch ihr Lied Johnny Zero wurde während dieser Zeit populär.
Sowohl Coming in on a Wing and a Prayer, geschrieben von Harold Adamson und Jimmy McHugh, wie auch Johnny Zero, geschrieben von Mack David und Vee Lawnhurst als Johnny Got a Zero, bezogen sich dabei auf amerikanische Soldaten, die am Pazifikkrieg beteiligt waren und erzählten deren Geschichte. Im Fall von Johnny Zero handelte es sich dabei um den amerikanischen Soldaten John D. Foley, der während der Schulzeit als Trottel behandelt wurde und im Pazifikkrieg als Flugzeugschütze zahlreiche japanische Kriegsflugzeuge abschoss und als Held gefeiert wurde. Johnny Got a Zero wurde nach seinem Erscheinen am 7. April 1943 eine Woche später am 14. April erstmals in den Hitparaden des Variety auf Position 14 und bereits in der nächsten Woche an Position 4 gelistet. Dort konnte es sich 18 Wochen halten, bevor es langsam an Popularität verlor und im September wieder aus den Charts verschwand. Die A-Cappella-Version der Song Spinners knüpfte an diesen Erfolg an und konnte sich ab dem 7. Juli 1943 in den Hitparaden des Billboard Magazin platzieren und stieg hier bis auf die Position #7. Coming in on a Wing and a Prayer, die Geschichte eines Piloten, der mit einem beschädigten Flugzeug zurückkehrt, wurde von der Plattenfirma Decca auf derselben Single als B-Seite produziert, konnte sich jedoch zeitgleich zu Johnny Zero platzieren und wurde ein noch größerer Erfolg. Der Song stieg am 19. Juni 1943 Billboard Magazin an Position 10 ein und stieg in der folgenden Woche auf Position 2, bevor er am 3. Juli die Spitzenposition erreichte.
My Happiness von Ella Fitzgerald und The Song Spinners entstand 1948 während eines zweiten, deutlich kürzeren Recording ban ebenfalls A cappella.

## Belege
1. ↑  Banned in Boston and Everywhere Else For That Matter Buttsy's Moments to Remember, 10. Juli 2014; abgerufen am 17. Januar 2015
2. 1 2 3  John Bush: The songs that fought the war: popular music and the home front, 1939-1945. Brandeis University, Waltham (Massachusetts); S. 175. ISBN 1-58465-443-0.
3. ↑  Liste der Nummer-eins-Hits in den USA (1940 – 1949) (Memento des Originals vom 24. September 2015 im Internet Archive)  Info: Der Archivlink wurde automatisch eingesetzt und noch nicht geprüft. Bitte prüfe Original- und Archivlink gemäß Anleitung und entferne dann diesen Hinweis. auf oldiehitparade.de
4. ↑  John Sforza: Swing It!: The Andrews Sisters Story. University Press of Kentucky, 2000.